# Adelphobates quinquevittatus
Adelphobates quinquevittatus es una especie de anfibio anuro de la familia Dendrobatidae.

## Distribución geográfica
Esta especie habita en la cuenca alta del Amazonas:
- en Brasil en los estados de Rondônia y Amazonas;
- en Bolivia en el departamento de Pando;
- en Perú en la región de Loreto.[4]

Vive en la hojarasca de la selva. Es una especie terrestre.

## Descripción
Su superficie dorsal es negra y tiene tres bandas medianas y dos bandas laterales blancas. Sus miembros son grises, verdes o naranjas con puntos negros. Los machos miden de 16.0 a 17.5 mm y las hembras de 18.3 a 20.2 mm.

## Etimología
El nombre de su especie, compuesto del latín quinquies, "cinco veces", y vittātus, "adornado con tiras", le fue dado en referencia a su librea.

## Publicación original
- Steindachner, 1864 : Batrachologische Mittheilungen. Verhandlungen der Kaiserlich-Königlichen Zoologisch-Botanischen Gesellschaft in Wien, vol. 14, p. 239–288[5]